# 라운희

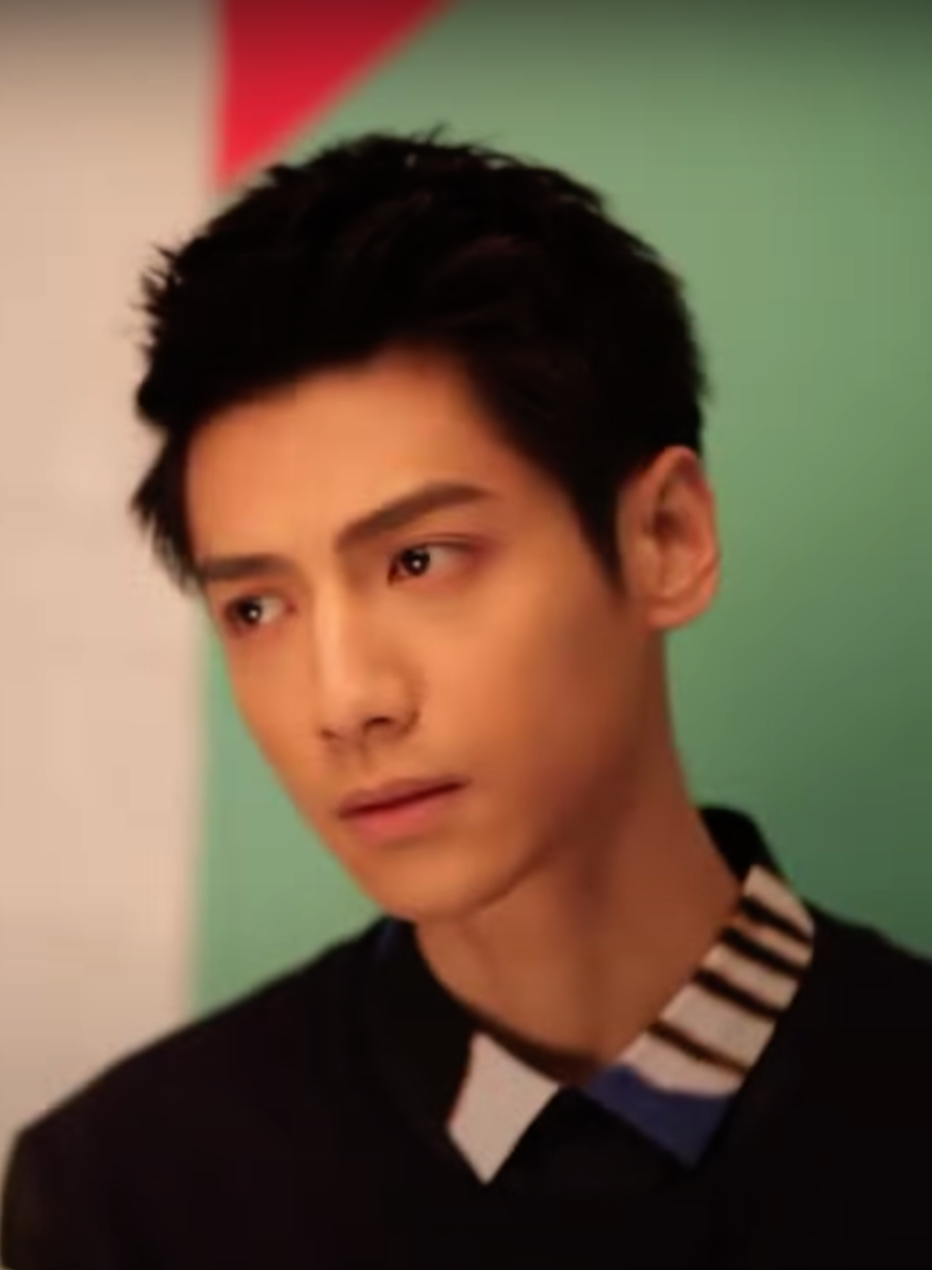

라운희(중국 정체자: 羅雲熙, 간체자:罗云熙,병음:[luó yún xī]，한자 발음: 뤄윈씨 영어:Leo Luo,1988년 7월28일~)은 중화인민공화국 가수,배우 ,연예인이며 발레 댄서출신이다.본명은 라익(중국 정체자:羅弋,간체자:罗弋,병음:[luó yì]，한자 발음: 뤄이).중화인민공화국 쓰촨성 청두시(四川省成都市）에 태어났다.상하이희극학원무용학과발레교육전공(중국어: 上海戲劇學院舞蹈學院芭蕾舞教育專業)를 졸업했다
| 본명            | 라익( 羅弋 )                                                                                                  |
| 영어            | Leo Luo |
| 별명            | 대전( 大殿）, 옥이(玉兒), 66, 6왕자, 운희, 라옥（羅玉）                                                       |
| 국적            | 중국 |
| 민족            | 한족 |
| 생일            | 1988년 7월 28일                                                                                               |
| 출생지          | 쓰촨( 四川 )                                                                                                  |
| 직업            | 가수, 배우, 게임 해설위원, 발레 댄서                                                                          |
| 출신학교        | 쓰촨성무용학원( 四川省舞蹈學院 ) 상하이희극학원무용학원( 上海戲劇學院舞蹈學院 )                               |
| 대표작품        | <마이 선샤인 (何以笙簫默)> <향밀침침신여상(香蜜沉沉燼如霜)>                                                   |
| 대표적인 역할   | <마이 선샤인 ( 何以笙簫默 )>대학생시절 하이침 ( 何以琛 ) 역 <향밀침침신여상 ( 香蜜沉沉燼如霜 )>윤옥（潤玉）역 |
| 개인앨범        | <12 인생> |
| 데뷔            | 2010년~현재                                                                                                   |
| 레코드 레이블   | Wonderful Music Co. Ltd. (美妙音樂)                                                                           |
| 소속            | 중시동성(中視同成）                                                                                           |
| 개인 소셜사이트 | 라운희 개인 instagram (중국어 간체) 라운희 - 시나 웨이보                                                      |
| 자료출처        | 인터넷 영화 데이터베이스(IMDb)                                                                                |

## 댄서 생애
- 무용교사인 아버지의 영향을 받아 라운희는 어릴 때부터 예술적인 환경에서 자랐다. 어릴 때부터 음막, 악기(피아노, 기타), 서예, 미술에 소질이 있으며 특히 무용에 재능이 돋보였다. 라운희의 잠재력을 알아본 아버지는 3살인 아들에게 무용을 가르치기 시작했다.
- 2003년, 15살밖에 안된 라운희는 <백조의 호수 프린스 변주(天鵝湖王子變奏)> 라는 발레 댄스로 제7회 도리배(桃李杯) 개인독무 콩쿠르 결승전[4]에 진출했다.
- 2005년, 그는 베이징무용학원(北京舞蹈學院)과 상하이희극학원[5].을 통시에 합격했다. 라운희는상하이희극학원에 입학해 발레교육전공을 이수했다.
- 2008년, 11년 발레와 민간무용 경험을 가진 라운희는 상히이희극학원무용학원의 대표로 제6회 흐화배(荷花杯)> 무용 콩쿠르를 참가했다. 상하이희극학원무용학원 진가년(陳家年)원장님이 편성한 교향 발례무용 <차이콥스키 랩소디(柴可夫斯基狂想曲)>[6] 공연에 참여해 9.98점의 높은 점수로 챔피언을 차지했다. 개인solo 즉흥무용<타오르는 불씨(燃燒的火苗)도 호평이 자자했다.
- 상하이희극학원에서 출업한 후, 라운희는 마카오연예학교무용학원(澳門演藝學校舞蹈學院)의 무용교사가 되었다. 2009년, 마카오에서 무용교사를 하는 동안, 마카오 반환 10주년 경축하는 대형 창작 무용극 <달로 날아가다 (奔月)>[7]에 메인 댄서의 한명으로 연출했고 매력 마카오 반환 10주년 문예공연도 참가했다. 그 후에 라운희는 고향인 청두시에 돌아가 무용교사를 계속했다.

## 가수 생애
- 2010년 12월 27일, JBOY3(또는J3)로 데뷔, 싱글 앨범 <애적계약서(愛的契約書)>[8] 발매.
- 2011년 3월, JBOY3의 2집 앨범 <만유인력(萬有引力)>[9]발매.
- 2011년 7월, 3집 앨범<표정제( 表情帝）>[10] 발매.
- 2012년 초에 멤버의 탈퇴로 JBOY3 해체했음.
- 2012년 4월27일,2인 남성 그룹 JL(해체했음)로[11] 활동을 이어 첫 앨범<JL>[12]를 발매하였다.
- 2012년 7월6일, JL 출연 동방위시(東方衛視) 노래 오디션 프로그램 <성동야저우(聲動亞洲)>[13]
- 2012년 8월17일, JL 타이틀곡 <우리(我們)> MV[14] 방송
- 2012년 12월~2013년, JL는 예능 프로그램<인위에(音悦)showshowshow>의 고정 앵커로 활동했음.
- 2012년 12월 22일, JL는 2013년 쓰촨위시(四川衛視)청춘 긍정에너지 새해 맞이 콘서트 참가했음
- 2012년 12월 31일, JL는 상하이 동방위시(上海東方衛視)새해 맞이 만회(跨年晚會)에 참가했음.
- 2013년 4월, JL 해체했음.
- 2015년 3월 16일, 라운희 싱글 앨범 <하미앙(夏未央)>[15] 발매
- 2015년 4월 10일, 라운희 싱글 앨범<하미앙(夏未央)> MV 방송
- 2016년 11월24일, 판타지 드라마 OST <병리호(屏裡狐)>[16]를 발표했음
- 2018년 4월28일, 라운희 개인앨범 <12 인생(人生)>[17]발매, 타이틀곡은<Not me(不是我)>, <하얀 댄스화(白色舞鞋)>, <방사(放肆)>

## 배우 생애
| 촬영기간                           | 작품 및 역할                                                                       | 방영기간                                                                            |
| ---------------------------------- | ---------------------------------------------------------------------------------- | ----------------------------------------------------------------------------------- |
| 2012년 9월 15일                    | <최미적시후우견니 ( 最美的時候遇見你 )> 영화 남자 주인공 곽양 ( 郭陽 )역           | 2015년 12월 11일 공영                                                               |
| 2013년 9월 24일                    | <화양도수소년（花樣跳水少年）/하일심도（夏日心跳 )>소신（小神）역                  | 중국 쓰촨위시(四川衛視) 2018.07.31방영                                              |
| 2014년 6월 20일                    | <마이 선샤인 ( 何以笙簫默 )> 대학생시절 하이침(何以琛) 역                          | 중국 동방위시 2015.01.10. ~2015.01.25                                               |
| 2014년 5월                         | <안녕 외계인 ( 你好外星人 )> 곽흠（郭鑫）역                                        | 2014.07.04 방영                                                                     |
| 2015년                             | <인위애정유행복(因為愛情有幸福)> 소악개（蘇樂凱 ) 역                               | 중국 후난위성텔레비전 2016.02.24. ~ 2016.04.02                                      |
| 2015년 3월                         | <내파당가 ( 奶爸當家 )> 우박（于博）역                                             | 미방송                                                                              |
| 2016년 1월 18일                    | <종극유협 ( 終極遊俠 )> 극항（劇恒）역                                             | 대만 GTV 2016.09.19. ~ 2016.10.14                                                   |
| 2016년 4월 25일                    | <상고정가 ( 上古情歌 )> 선양지약（宣陽知若）역                                     | 2017.06.12 방영                                                                     |
| 2016년 7월 20일                    | <병리호: 여우요괴전 ( 屏里狐 )> 여염（余琰）역                                     | 중국 소후 닷컴 2016년                                                               |
| 2016년 12월                        | <아과의사 ( 兒科醫生 )> 신혁（申赫）역                                             | 중국 산동위성TV 2017.11.14. ~ 2017.12.04                                            |
| 2016년 9월                         | <시어자(屍語者)> 진명（秦明）역                                                    | 미방송                                                                              |
| 2017년 9월 24일                    | 애니메이션 영화 <강철비룡지재견오특만(鋼鐵飛龍之再見奥特曼)> 치염 ( 赤焰 ) 역 더빙 | 2017년 10월 1일 영화 공영                                                           |
| 2017년 6월 15일 ~ 2017년 10월 16일 | <향밀침침신여상 ( 香蜜沉沉燼如霜 )> 윤옥（潤玉）역                                 | 중국 강소위시TV 2018.08.02 ~ 2018.09.04                                             |
| 2018년 4월 15일 ~ 2018년 8월 8일   | <백발왕비 ( 白髮王妃 )> 용제（容齊）역                                             | 아이치이,텐센트, 유쿠 2019.05.15 ~ 2019.07.03 중국 동방위시 2019.06.08 ~ 2019.07.14 |
| 2018년 12월 16일 ~ 2019년 4월 15일 | <심도원계획 ( 掮客 )> 주소산 ( 周小山 ) 역                                         |                                                                                     |
| 2019년 4월 28일 ~ 2019년 9월 6일   | <월상중화 ( 月上重火 )> 상관투 ( 上官透 ) 역                                       |                                                                                     |
| 2019년 11월 16일 ~ 2020년 3월 28일 | <반시밀당반시상 ( 半是蜜糖半是伤 )> 원수 ( 袁帅 ) 역                               |                                                                                     |
| 2020년 4월 24일 ~                  | <호의행 ( 皓衣行 )> 초만녕 ( 楚晚宁 ) 역                                           |                                                                                     |
| 2020년 5월 28일 ~ 7월 5일          | <월상중화 ( 月上重火 )> 상관투 ( 上官透 ) 역                                       |                                                                                     |

## 예능 프로그램
| 연도      | 방송 날짜                 | 방송 채널                                | 프로그램 이름 정보                              | 비고                                        |
| --------- | ------------------------- | ---------------------------------------- | ----------------------------------------------- | ------------------------------------------- |
| 2002년    | 12월 1일- 2013년 3월 16일 |                                          | <인위에(音悦)showshowshow>                      | 고정 앵커로 활동했음                        |
| 2012년    | 7월 11일- 8월 30일        | 동방위시                                 | <성동야저우(聲動亞州)>                          | 전국 파이널에 진출했음                      |
| 2016년    | 1월 29일                  | 절강위시(浙江衛視)                       | <대패대왕패(大牌對王牌)>                        | 추애대작전(追愛大作戰) 특집                 |
| 2018년    |                           |                                          |                                                 |                                             |
| 9월 7일   | 강소위시(江蘇衛視)        | <Golden Melody 2>                        | 골든 멜로디 수호 게스트                         |                                             |
| 9월 14일  | 선전위시(深圳衛視)        | <비상정거리(非常靜距離)>                 | 당신들의 야신(夜神)님이 오셨다(你們的夜神來了） |                                             |
| 9월 24일  | 호남위시(湖南衛視)        | < 추석의 밤(中秋之夜)>                   | 사대재자과중추(四大才子過中秋)                  |                                             |
| 10월 19일 | 호남위시(湖南衛視)        | <환락지성(幻樂之城)>                     | 봉(逢)，여배우 오근언( 吳謹言 )과 함께 출연     |                                             |
| 10월 20일 | 호남위시(湖南衛視)        | <쾌락대본영(快樂大本營)>                 | 황금 조연(黄金搭檔)                             |                                             |
| 2019년    |                           |                                          |                                                 |                                             |
| 10월 19일 | 절강위시(浙江卫视)        | <가을성전(秋季盛典)>                     | 비파행(琵琶行)                                  |                                             |
| 11월 10일 | 절강위시(浙江卫视)        | <2019티몰쌍11광군제(2019天猫双11狂欢夜)> | 대어(大鱼) , 위노나(WINONA) 홍보                |                                             |
| 2017년    | 11월 15일                 | 온라인 방송                              | <마희 선생의 운라직(魔熙先生的雲羅輯)>          | 온라인 예능프로그램                         |
| 2018년    | 12월 27일                 | 온라인 방송                              | <초월파 영웅 (超越吧英雄)>                      | 텐센트 비디오(騰訊視頻) 온라인 예능프로그램 |

## 음악 작품
```
앨범/EP
```

| 앨범 순서 | 앨범 명           | 앨범 타입 | 발행회사                            | 발행 날짜  | 앨범 목록 |
| --------- | ----------------- | --------- | ----------------------------------- | ---------- | --- |
| 1집       | <JL>              | EP        | Join Star Entertainment(杰家傳媒)   | 2012-07-22 | 1. JL 2. BABY BABY 3. 우리(我們) 4. <애적계약서(愛的契約書)> |
| 2집       | <12 인생(12人生)> | EP        | Wonderful Music Co. Ltd. (美妙音樂) | 2018-04-28 | 1. <Not me(不是我)> 2. <하얀 댄스화(白色舞鞋)> 3. <방사(放肆)> 4. <연화 인생(電影人生)> 5. <강철인(鋼鐵人)> 6. <(용(勇)> 7. <우통지에(梧桐街)> 8. <냉 사과(冷蘋果)> 9. <문자 유희(文字遊戲)> 10. <하미앙(夏未央)> |

```
싱글 곡
 - 앨범에 수록되지 않은 곡
```

| 발행 날짜  | 노래 제목                 | 비고                               |
| ---------- | ------------------------- | ---------------------------------- |
| 2011-04    | <표정제(表情帝)>          |                                    |
| 2012-09    | <악인곡곡가(惡人谷谷歌)>  |                                    |
| 2012-10    | <만유인력(萬有引力)>      | 영화<만유인력(萬有引力)> 주제곡    |
| 2013-04    | <미친 개구리(瘋狂的青蛙)> |                                    |
| 2016-11-24 | <병리호(屏裡狐)>          | 판타지 드라마 <병리호(屏裡狐)> OST |

## 잡지 및 화보
| 연도   | 호수  | 잡지 이름             | 비고      |
| ------ | ----- | --------------------- | --------- |
| 2018년 | 6월호 | <에스콰이어(Esquire)> | 잡지 내지 |

## 기타 활동
2017년 6월 4일，라운희는 <리그 오브 레전드(英雄聯盟)> 데마시아컵(德瑪西亞杯)이스포츠 대회에서 게임 해설자 담당했음

## 자선과 공익 활동
2018년 1월 26일，라운희는 이샤테크놀로지(一下科技)와 양범계획(揚帆計劃)을 공동 발의한 "옷을 많이 입는 도전(放肆穿衣挑戰)"이라는 난동 공익 계획(暖冬公益計劃) 도전을 적극 첨여해 산간지역에 겨울 옷 기부 활동에 동참하자고 호소했음
2018년 9월13일，라운희는 중국녹화기금회(中化基金,China Green Foundation)가 발의한 "일대일로(一帶一路)" 호양림 (胡楊林) 생태 복원 계획을 참여해 공익 기부를 호소했음
2018년 9월16일，라운희는 세계보건기구(WTO)가 발의한 녹색출행(綠色出行) 활동에 참석해 대중에게 환경에 불리한 영향 최소화하는 출행을 추천하고 환경보호에 동참하자고 호소했음.
2018년 9월 29일，라운희는 공청단중앙(共青團中央)과 웨이보 공동 발의한 "나와 나의 고향(我和我的家鄉)"활동에 참여해 자신의 고향인 쓰촨의 특산물을 홍보했음

## 수상 내역
안무상
| 연도                                | 대회                 | 경기 종목                             | 작품                                      | 수상              |
| ----------------------------------- | -------------------- | ------------------------------------- | ----------------------------------------- | ----------------- |
| 2003년                              | 제7회 도리배(桃李杯) | 개인독무 콩쿠르                       | <백조의 호수 프린스 변주(天鵝湖王子變奏)> | 결승전에 진출했음 |
| 2008년                              |                      |                                       |                                           |                   |
| 제6회 흐화배(荷花杯)무용콩쿠르      | 발레 단체춤          | <차이콥스키 랩소디(柴可夫斯基狂想曲)> | 금상                                      |                   |
| 제6회 흐화배(荷花杯)                | 개인solo 즉흥무용    | <타오르는 불씨(燃燒的火苗)>           | 금상                                      |                   |
| 화동전문무용대회 (華東專業舞蹈比賽) | 솔로 댄스            | -                                     | 금상                                      |                   |

공익부문 수상 
| 연도           | 수상식                                                        | 수상                                  |
| -------------- | ------------------------------------------------------------- | ------------------------------------- |
| 2018년 2월 3일 | 방사일하2017 모바일영상풍운성전(放肆一下2017移動視頻風雲盛典) | 연도 공익 스타 모법(年度公益星榜樣)}} |

## 기타 시상식
- 2023년 제18회 서울 드라마 어워즈 아시아스타상